# Luigi Ercolani
Luigi Ercolani (Foligno, 17 ottobre 1758 – Roma, 10 dicembre 1825) è stato un cardinale italiano.

## Biografia
Nipote di Giuseppe Maria, poté anch'egli studiare a Roma presso il Collegio Nazareno degli Scolopi fra il 1770 e il 1776 e in seguito presso l'Accademia dei Nobili Ecclesiastici fino al 1781.
Entrato nel 1796 nella congregazione militare, si fece strada grazie alle abilità diplomatiche dimostrate con la Francia durante il governo provvisorio del 1799 quando viene nominato dal generale De Bourcard deputato alle Finanze nella Suprema giunta di Stato. L'anno seguente diventa membro del consiglio per la riforma del governo dello Stato pontificio e ricopre la carica di Tesoriere generale.
Durante l'occupazione francese lasciò Roma e andò a risiedere in una delle proprietà della sua famiglia a Perugia.
All'indomani della Restaurazione fu nominato da Pio VII tesoriere generale della Camera Apostolica e prelato domestico di Sua Santità.
Creato cardinale diacono di San Marco dei Veneziani nel concistoro del 22 luglio 1816, e l'anno seguente cardinale presbitero in commenda perpetua del medesimo titolo.
Nel giugno del 1817 viene nominato Protettore dell'Ordine dei Carmelitani e abate commendatario e ordinario dell'Abbazia di Farfa e San Salvatore Maggiore.
Negli anni seguenti vieni incaricato di elevatissimi uffici rivestendo il ruolo di prefetto dell'economia di Propaganda Fide, economo del Collegio romano e membro della Congregazione per la correzione dei libri della Chiesa orientale.
Nel 1823 partecipa al conclave che vide l'elezione di Leone XII.
Fu Grande di Spagna di prima classe e Gran Croce dell'ordine della Concezione.
Si spense a Roma nel 1825 e venne esposto e tumulato in San Marco dei Veneziani.